# 苏比亚科
苏比亚科（義大利語：Subiaco），是意大利拉齐奥大区罗马首都广域市的一个市镇。总面积63.44平方公里，人口9391人，人口密度148.0人/平方公里（2009年）。ISTAT代码为058103。